# Galoșpetreu
Galoșpetreu (węg. Gálospetri) – wieś w Rumunii, w okręgu Bihor, w gminie Tarcea. W 2011 roku liczyła 1006 mieszkańców.